# Neumanns Spritfabrik
Markus Neuman var ingenjör vid Lars Olsson Smiths spritfabrik vid Lastageplatsen i Kristianstad. Han var expert på brännerimaskiner. 1885 grundade han ett eget företag, Neumans spritfabrik vid södra kanalen i Kristianstad.

## Bakgrunden
Björn Rosenberg beskrev 2002 fabrikens utveckling så här: "År 1882 köpte ingenjören Marcus Neumann tomten av staden och lät uppföra en samma år färdigställd tvåvåningsbyggnad i tegel i sydväst med långsida mot gatan och kanalen i söder och gavel mot gatan i väster. I bottenvåningen inrymdes en stor fabrikslokal och några boningsrum, troligen för kontor. I ovanvåningen inrymdes likaså en stor fabrikslokal och en lägenhet; åtminstone omkring 1900 synes ingenjören Neumann ha varit bosatt här. På vinden fanns ett par boningsrum. Vid östra delen av byggnadens norra sida anslöt ett ångpannehus. Om eventuellt fler byggnader fanns är ovisst. – Det var fråga om en fabrik för rening av sprit." 

## Utvecklingen
Vidare i samma källa: "År 1892 stod så nästa byggnadsdel färdig, vid huvudbyggnadens östra gavel. Den var fyra våningar hög och inredd till destilleringsverk. Vid denna tid förefaller vidare ha funnits något slag av byggnation vid en del av gatan i norr och vid norra sidan av ångpannehuset."  1895 framställdes också denaturerad sprit vid bolaget.
Bolaget blev aktiebolag 1897. Fastigheten och fabriken övergick 1897 i Neumanns Spritfabriksaktiebolags ägo. En ny byggnad uppfördes 1906, belägen vid tomtens sydöstra hörn. Den innehöll två spritcisterner och var uppförd i tegel, två våningar hög i gatufasaderna medan det mot gården liksom interiört närmast var fråga om en envåningsbyggnad. I norr stötte denna byggnad mot ett i järnplåt uppfört magasin, vilket liksom ytterligare en byggnad sedan sträckte sig västerut längs hela gatan i norr. Omkring tio år senare, 1917, uppgavs huvudbyggnaden innehålla två rum för affärslokal och tolv boningsrum samt den högre byggnadsdelen öster därom fabrikslokaler. 1917 upphörde fabriken då Spritmonopolet (AB Vin & Sprit) bildades.. Samma år dör Marcus Neuman.

## Fabriksbyggnaderna
Fabriksbyggnaderna användes sedan för en motorfirma, Amerikanska Motor Importen (AMI).Under dessa år byggdes garage mot Mäster Jörgensgatan. Senare drev Gustav Andersson AB Skånefrukt i lokalerna från slutet av 1940-talet, och han köpte 1954 fastigheten. Samma år lät han riva fabriksskorstenen och  två år senare byggdes  garage också vid Milnergatan. 1960 inrymdes Kristianstads Krans och Blomsterfabrik i hörnhuset i sydost - det gamla destillationstornet. Efter att Skånefrukt upphört disponerade en rörfirma lokalerna. Byggnaderna revs 1990 och ett nytt bostadshus i fem våningar uppfördes i kvarteret.

## Fabriken i litteraturen och TV
Fabriken var en spritfabrik och förädlade råsprit till färdig konsumtionssprit. Som vi sett ovan framställdes även teknisk sprit.  Neuman var en föregångsman inom reklamen och lanserade sin "Neumans akvavit" som blev en populär spritdryck. Den lever vidare i litteraturen genom Fritiof Nilsson Piraten. Neumans spritfabrik finns också med i Bunny Ragnerstams romansvit om Kristianstads arbetarrörelse ( i första boken Innan dagen gryr hämtar de boende på söder varmvatten vid fabriken). Ragnerstams romansvit blev TV drama i Kråsnålen på 1980-talet..

### Fotnoter
1. 1 2  ”Neuman 1”. Arkiverad från originalet den 27 januari 2018. https://web.archive.org/web/20180127084100/http://asp1.kristianstad.se/kommunen/stark/kulturmiljoinv/visa_bild_till_EPiServer.asp?myFNR=11029709. Läst 26 januari 2018.
2. ↑  okänd. ”Denaturering”. Norra Skåne 1895-12-05. Arkiverad från originalet den 27 januari 2018. https://web.archive.org/web/20180127004557/http://magasin.kb.se:8080/searchinterface/page.jsp?id=kb:48862&recordNumber=145&totalRecordNumber=213.
3. ↑  ”Skall spritmonopol införas i vårt land”. Kalmar 1912-11-13. Arkiverad från originalet den 27 januari 2018. https://web.archive.org/web/20180127004514/http://magasin.kb.se:8080/searchinterface/page.jsp?issue_id=kb:122983&sequence_number=5&recordNumber=&totalRecordNumber=. Läst 26 januari 2018.
4. ↑  Kenneth M Persson. ”Fabrikskomplex och bolmande fabriksskorstenar”. Spiritus nr 5 (Sprithistoriska museets tidskrift). Arkiverad från originalet den 27 januari 2018. https://web.archive.org/web/20180127083921/http://spritmuseum.se/wp-content/uploads/2013/03/Kenneth-M-Persson_Fabrikskomplex_S5.pdf. Läst 25 januari 2018.
5. ↑  Enock Landin. ”Lite hit och dit på söder i Kristianstad”. Kristianstadsbladet 11 mars 2003. http://www.kristianstadsbladet.se/fria-ord/lite-hit-och-dit-pa-soder-i-kristianstad/. Läst 26 januari 2018.
6. ↑  ”Innan dagen gryr Polkagriswiki”. http://www.polkagris.nu/wiki/Ragnerstam,_Bunny:_Innan_dagen_gryr. Läst 27 januari 2018.